# Pseudocedrela
Pseudocedrela é um género botânico pertencente à família Meliaceae.
1. ↑  «Pseudocedrela — World Flora Online». www.worldfloraonline.org. Consultado em 19 de agosto de 2020